# Lensch-Cunow-Haenisch-Gruppe
Die Lensch-Cunow-Haenisch-Gruppe bezeichnet eine 1915 innerhalb der SPD entstandene nationalistische Strömung, die aus ehemals der Parteilinken zugehörigen antirevisionistischen Marxisten bestand, und versuchte, die Zustimmung der SPD-Mehrheit zu den Kriegskrediten im August 1914 und die Burgfriedenspolitik der SPD-Führung unter Friedrich Ebert marxistisch zu untermauern.

## Protagonisten
Die Protagonisten der Gruppe waren (mit ihren Funktionen in der SPD 1914):

Lensch
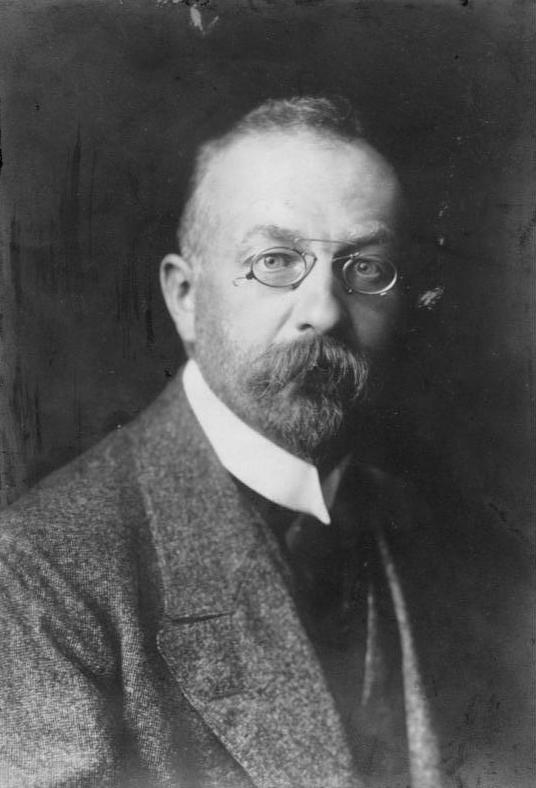
Haenisch

- Paul Lensch, Abgeordneter des Reichstages
- Heinrich Cunow, Dozent an der Parteischule der SPD und Redakteur des „Vorwärts“
- Konrad Haenisch,  Abgeordneter des Preußischen Landtages

Im intellektuellen Umfeld der Gruppe außerdem anzusiedeln sind Ernst Heilmann (später Fraktionsvorsitzender der SPD im Preußischen Landtag, der im KZ starb), August Winnig (1922 aus der SPD ausgeschlossen) sowie der Münsteraner Professor Johann Plenge, bei dem der spätere SPD-Vorsitzende Kurt Schumacher promovierte. Mentor der Gruppe war der russische Revolutionär und Unternehmer Alexander Parvus.

Heilmann
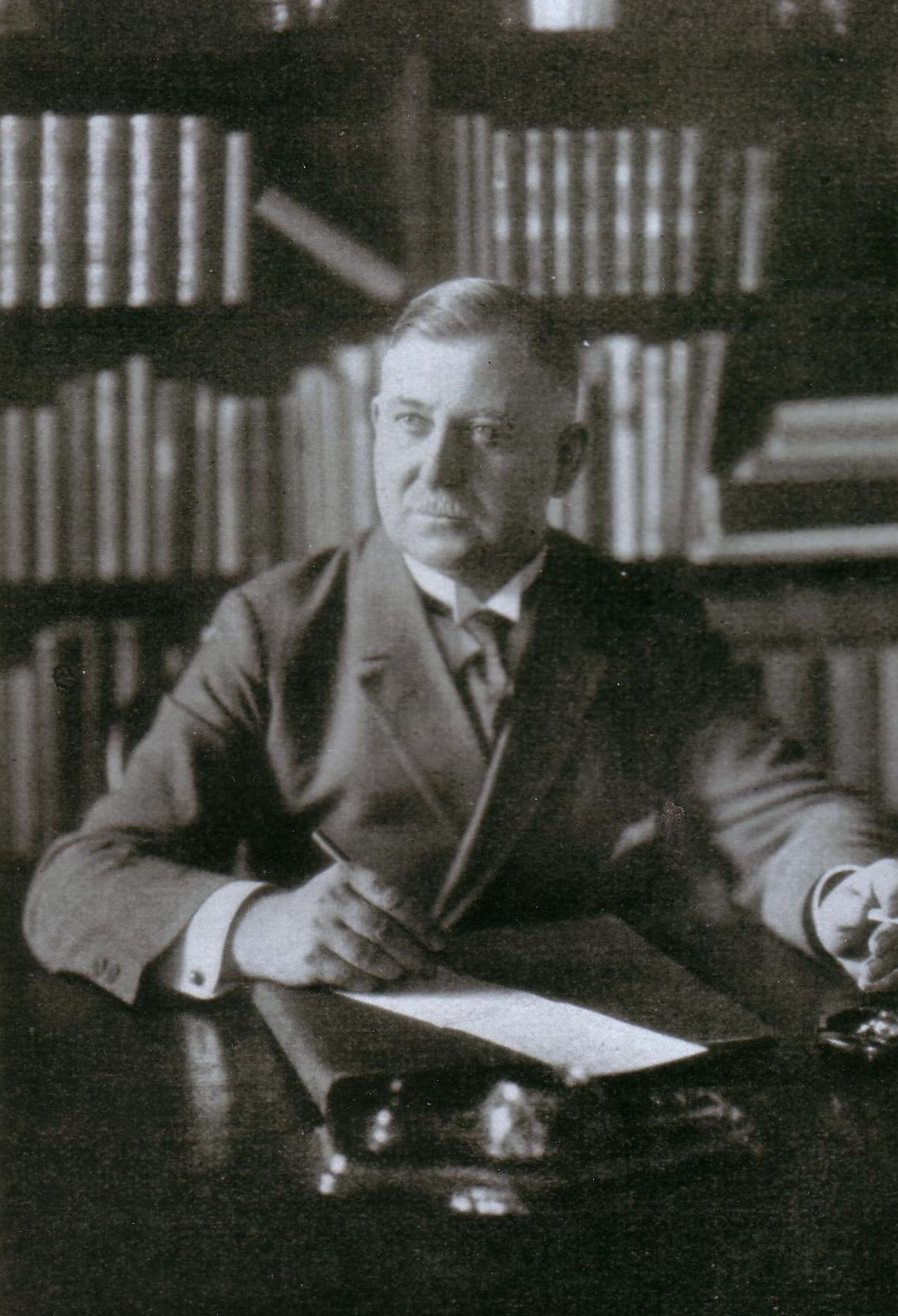
Winnig

## Positionen
Ausgehend vom Augusterlebnis 1914, der scheinbaren nationalen Einheit aller Parteien und gesellschaftlichen Kräfte zu Kriegsbeginn, propagierte die Gruppe Begriffe wie „Staatssozialismus“, „Kriegssozialismus“ und „Volksgemeinschaft“ und erhoffte sich von einem deutschen Sieg im Ersten Weltkrieg die Errichtung einer sozialistischen Gesellschaftsordnung in ganz Europa und die Befreiung der europäischen Völker von zaristischer Unterdrückung und britischem und französischem Imperialismus.
Die Gruppe stand, vor allem über Haenisch, dem russisch-deutschen Publizisten und Revolutionär Parvus (Israil Lazarewitsch Helphand) nahe, in dessen Zeitschrift Die Glocke ab 1915 die wichtigsten Schriften der Gruppe veröffentlicht wurden. Die Gruppe zerfiel 1917, als Parvus sich von ihr abwandte und begann, sich für die Revolution in Russland zu engagieren und außerdem immer mehr Mitgliedern der SPD die bevorstehende militärische Niederlage bewusst wurde.
Nach der Gründung der Weimarer Republik ordneten sich die Protagonisten wieder mehr dem politischen „Mainstream“ zu:
- Heinrich Cunow arbeitete neben seiner Professorentätigkeit an der Berliner Universität (Völkerkunde) u. a. am Heidelberger Programm der SPD mit, verlor 1933 seine Professur und starb 1936 mittellos in Berlin.

- Konrad Haenisch wurde zunächst 1919 preußischer Kultusminister (Lensch und Cunow erhielten in dieser Zeit Professuren an der Berliner Universität). Zuletzt war er als Regierungspräsident des preußischen Regierungsbezirks Wiesbaden tätig, auf Betreiben des preußischen Innenministers, seines Parteifreundes Carl Severing (SPD). Er war Mitte der 1920er Jahre einer der Mitbegründer des Reichsbanners und starb 1925. Ein Sohn von Haenisch, Walter, wurde Kommunist, emigrierte in die Sowjetunion und fiel 1938 der Großen Säuberung Stalins zum Opfer.

- Paul Lensch fand als einziger der Gruppe nicht mehr in den „SPD-Mainstream“ zurück, sondern entfremdete sich weiter von der SPD. Ab 1920 war er für die von Hugo Stinnes (DVP) finanzierte Deutsche Allgemeine Zeitung tätig, ab 1922 auch als Chefredakteur, Verlagsleiter war Hans Humann, der vor 1918 Marineattache in Konstantinopel gewesen war. Lensch trat im Herbst 1922 aus der SPD aus und kam damit einem Parteiausschlussverfahren zuvor, ihm war eine indirekte Unterstützung des Kapp-Putsches vorgeworfen worden. Der ehemalige Marxist wechselte danach endgültig ins nationalkonservative Lager über und starb 1926.